# Карло Боссолі
Карло Боссолі (італ. Carlo Bossoli; 6 грудня 1815, Лугано, Швейцарія — 8 квітня 1884, Турин, Італія) — італійський і швейцарський художник, пейзажист, мариніст, баталіст, мандрівник. Молодість провів на півдні України, в Одесі, Криму, де користувався опікою графа Воронцова. У зрілому віці жив в Італії, де брав участь у війні за об'єднання держави.

## Біографія
Народився в Швейцарії у родині італійського каменяра П'єтро Боссолі. У 1820 році батьки Карло переїхали до Одеси, що тоді бурхливо розвивалася і забудовувалася. У 1820–1826 роках Карло навчався у школі капуцинів. Після її закінчення працював у торговця антикваріатом і естампами, де у вільний час почав малювати та копіювати картини. З 1828 року став працювати у художника й декоратора Одеської опери Ринальдо Нанніні, учня відомого італійського декоратора Алессандро Санкиріко.
Вже з 1833 року Карло почав писати картини та продавати їх. Його батько помер у 1836 році, тому йому довелося утримувати матір, сестру Джованну та її позашлюбного сина Франческо Едуардо. Роботи молодого художника помітив граф Воронцов, Новоросійський і Бесарабський губернатор. Він замовив Карло декілька малюнків з видами Одеси, які добре оплатив.
Після знайомства з родиною Воронцових Боссолі за порадою дружини графа Єлизавети у травні 1839 року вирушив до Італії, щоб навчатись живопису. По дорозі він відвідав Стамбул. В Італії Карло спочатку їде до Риму, де провів деякий час у спілкуванні з англійськими художниками. Потім був у Мілані, Неаполі, рідному Лугано.
1840 року Карло повернувся з Італії до Криму, жив в Алупці у Воронцова до 1842 року. За цей час він багато їздив по Криму і створив понад 70 пейзажів. У 1842 році в одеській типографії Д. Кленова був надрукований перший альбом чорно-білих літографій Боссолі, що містив 24 літографії. Інший альбом з 52 малюнками було опубліковано вже у 1853 році в Лондоні.
У 1844 році на прохання матері Карло Боссолі залишив Російську імперію та від'їхав до Італії. Спочатку родина жила в Мілані. Боссолі багато їздив по навколишніх містечках, малював у місті й на природі. У 1848 році він зробив серію картин Міланського повстання. 1849 року померла мати Карло. Після повстання 1853 року Боссолі довелося тікати до Турина, де він і жив до кінця життя.
У 1850-х роках Боссолі багато подорожував. Він відвідував Англію, Шотландію, Францію, Іспанію, Марокко. У 1857 році мандрував по Данії, Норвегії, Швеції, Німеччині, Фінляндії, Росії. У 1859–1860 роках Карло взяв участь у другій італійсько-австрійській війні за об'єднання Італії, виконавши серію малюнків на військову тему. За ці роботи принц Євгеніо дарував йому титул «живописець нашої історії». Під час війни Боссолі захворів на хворобу, яка перебігала з гарячкою, тому подальші роки вже менше малював, а більше займався облаштуванням власного будинку у мавританському стилі, що нагадував Воронцовський палац. Багато часу він присвячував також своєму улюбленому племіннику. За рік до смерті Боссолі одружився з 21-річною подругою Аделаїдою де Кароліс.
Помер митець 8 квітня 1884 року. Похований у рідному місті Лугано.

## Роботи

### Крим
Боссолі створив понад 70 акварелей, подорожуючи по Криму. Більшою частиною це пейзажі мальовничих кутків Криму (південне узбережжя, гірський Крим, околиці Бахчисараю), панорами містечок, є замальовки з життя кримських татар. 

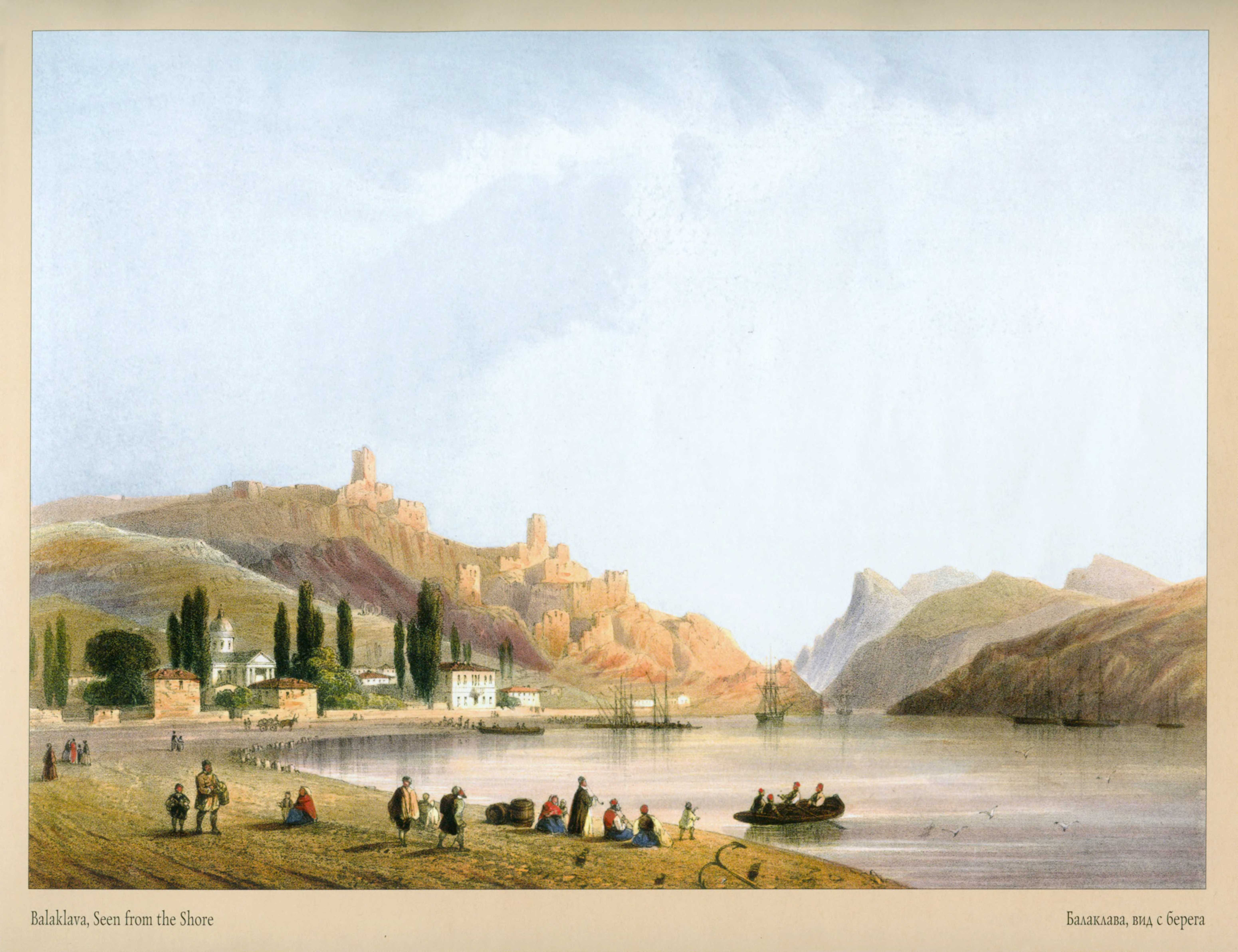
Балаклава. Вид із узбережжя
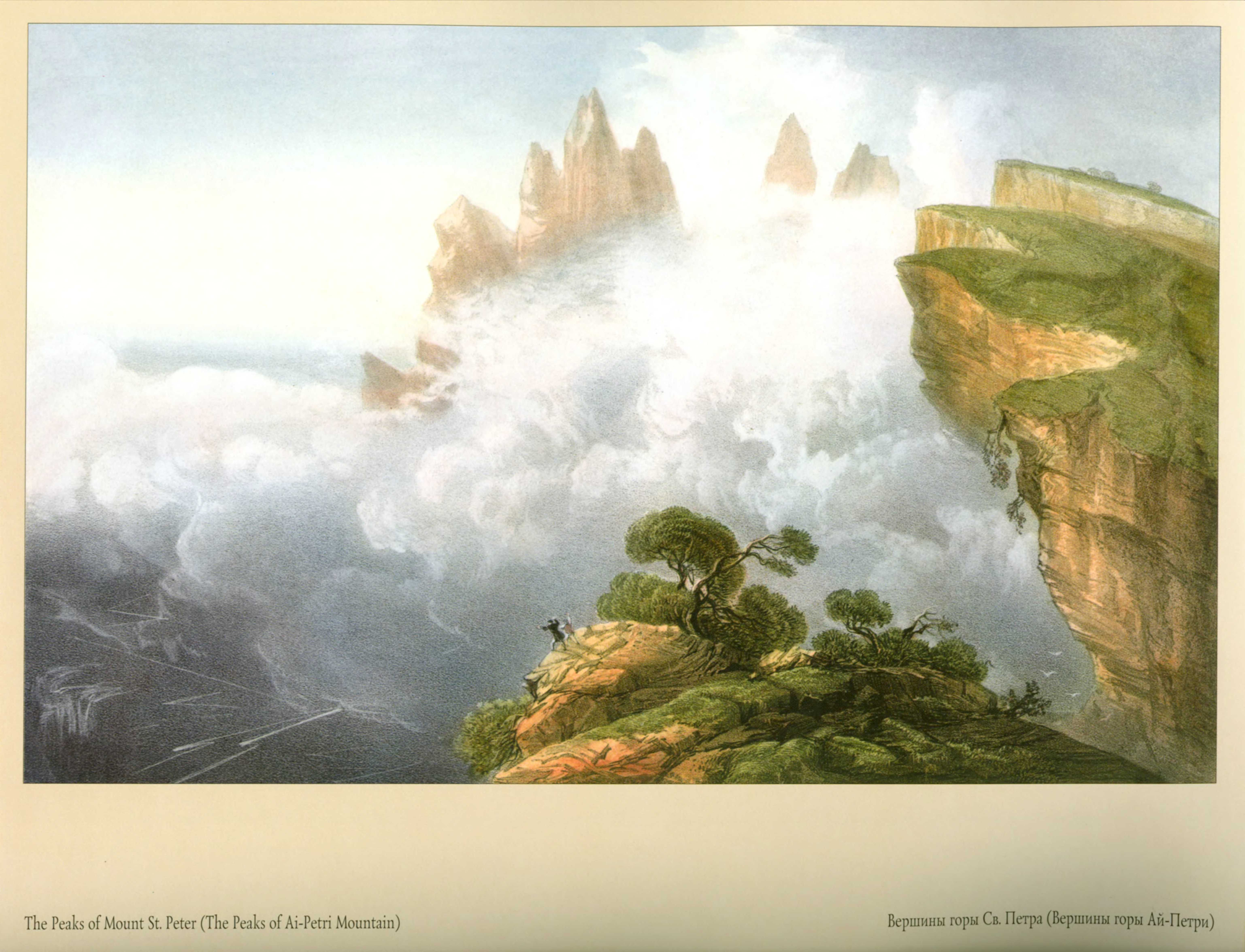
Вершини гори Ай-Петрі
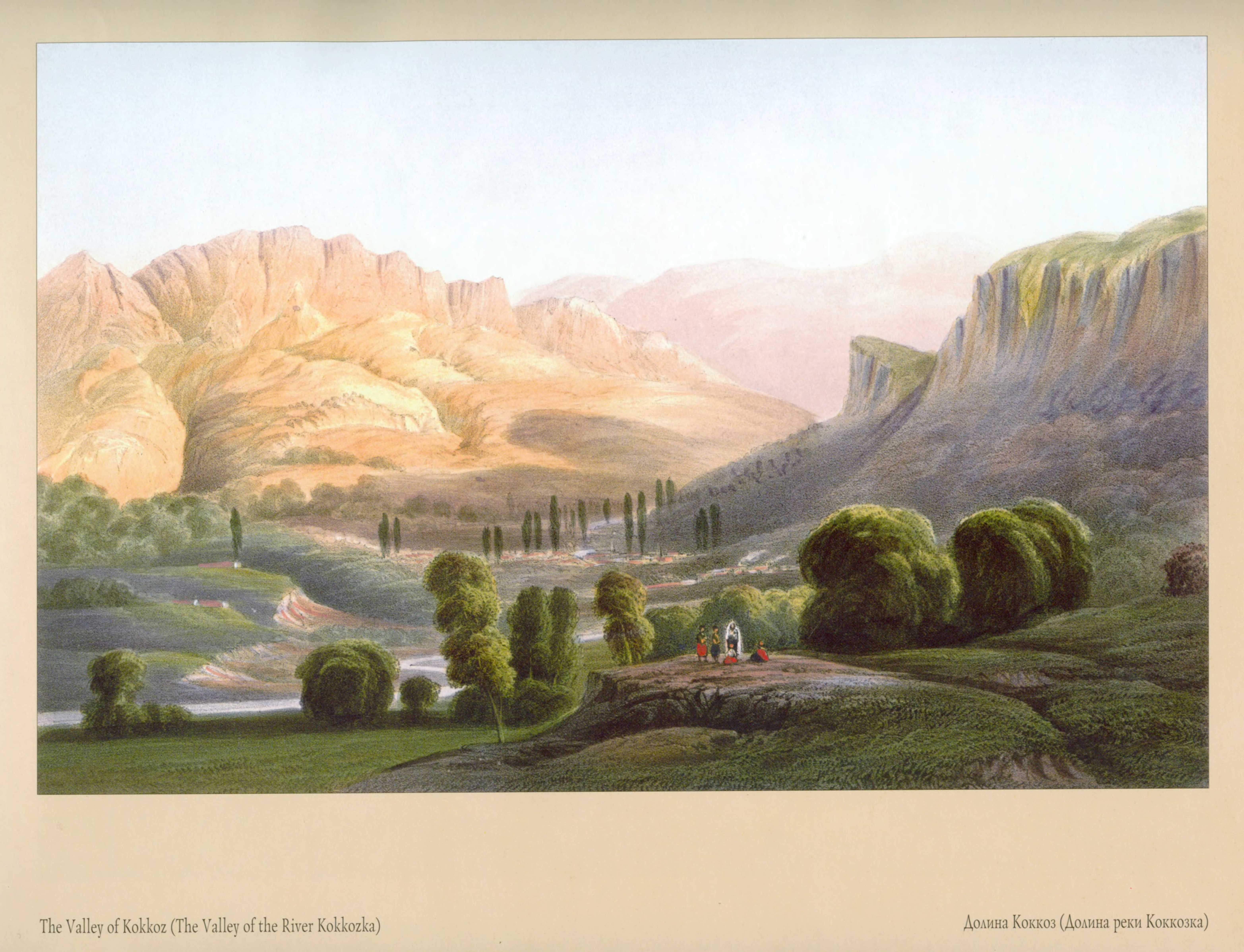
Долина річки Коккозка
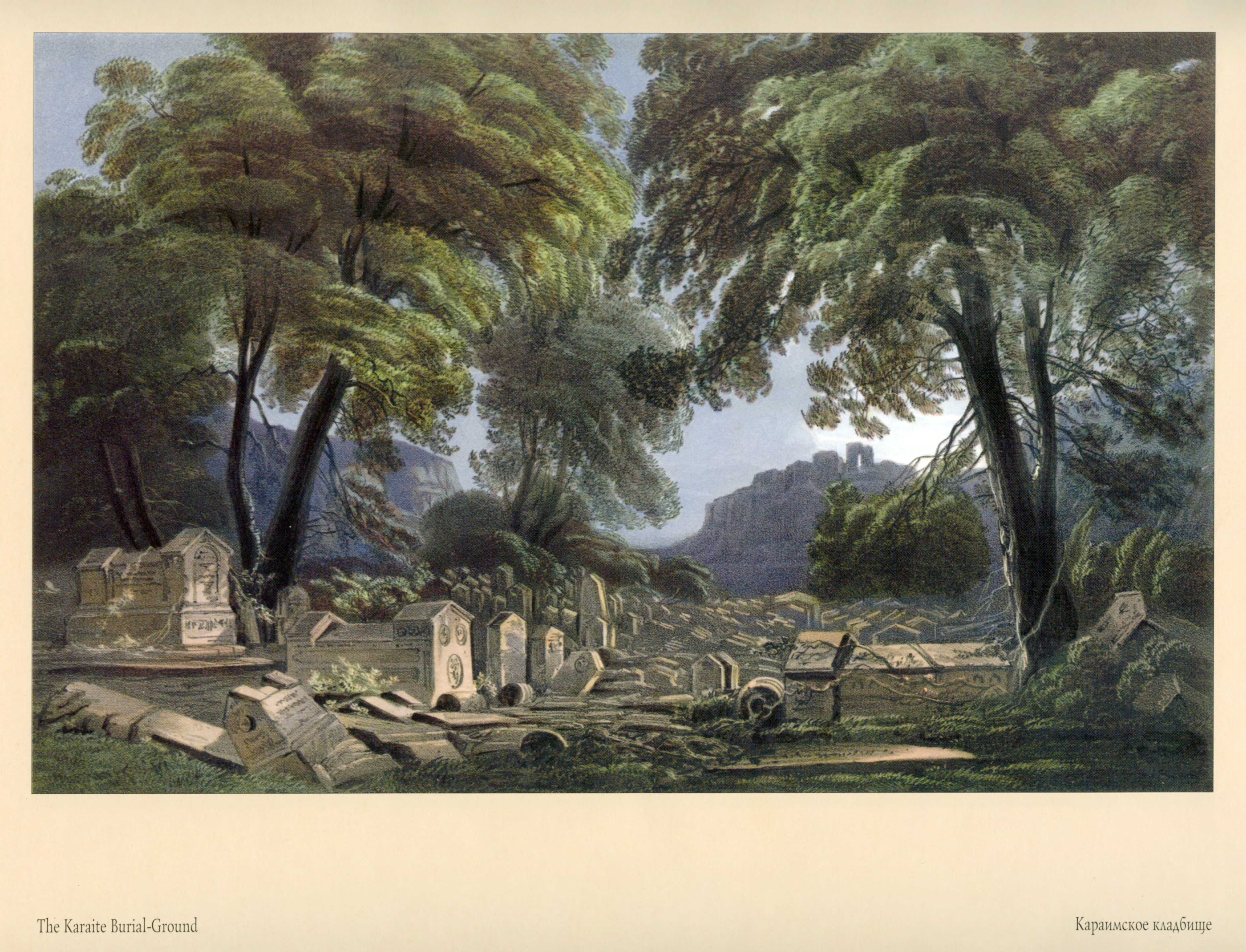
Караїмське кладовище близько Чуфут-Кале
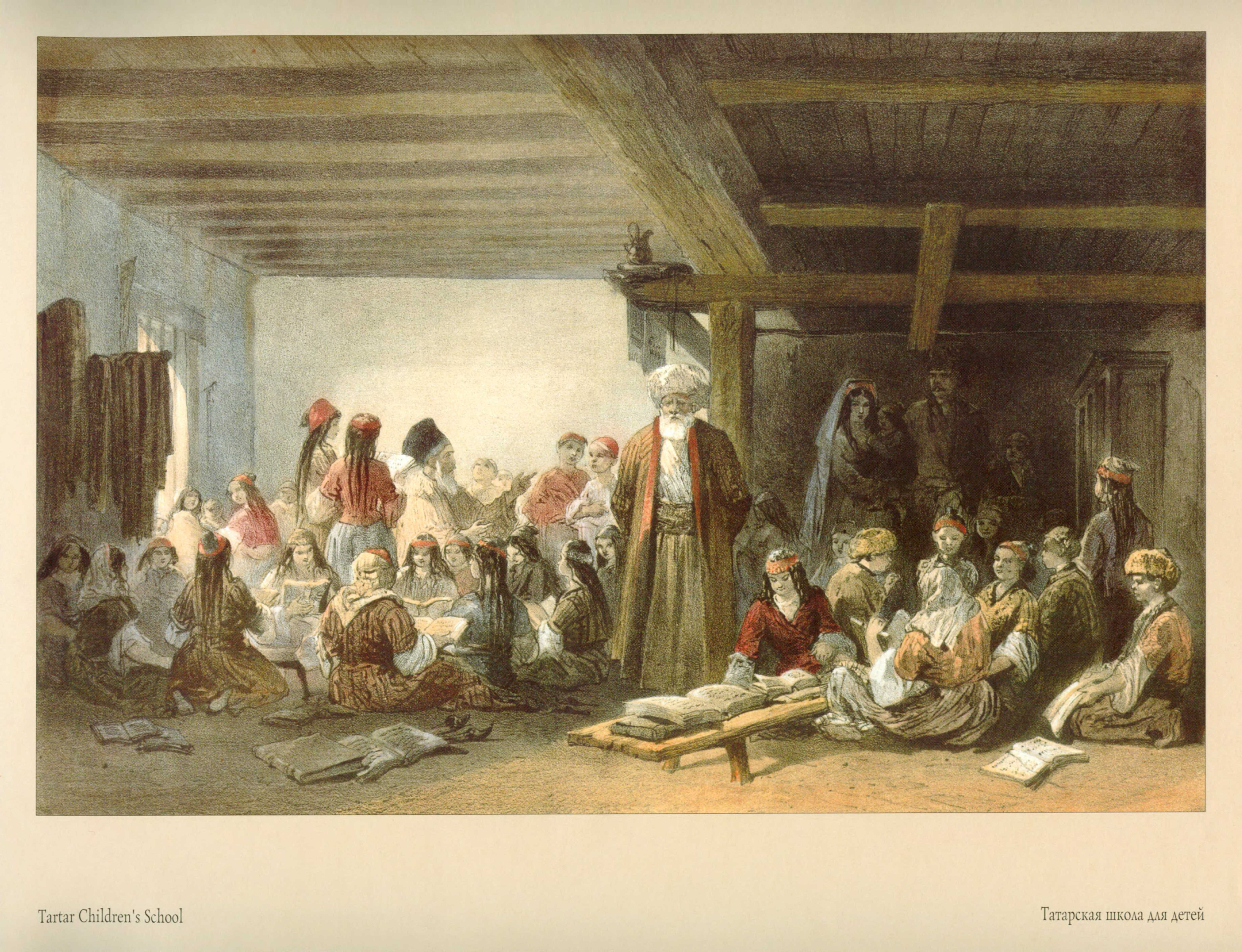
Татарська школа для дітей
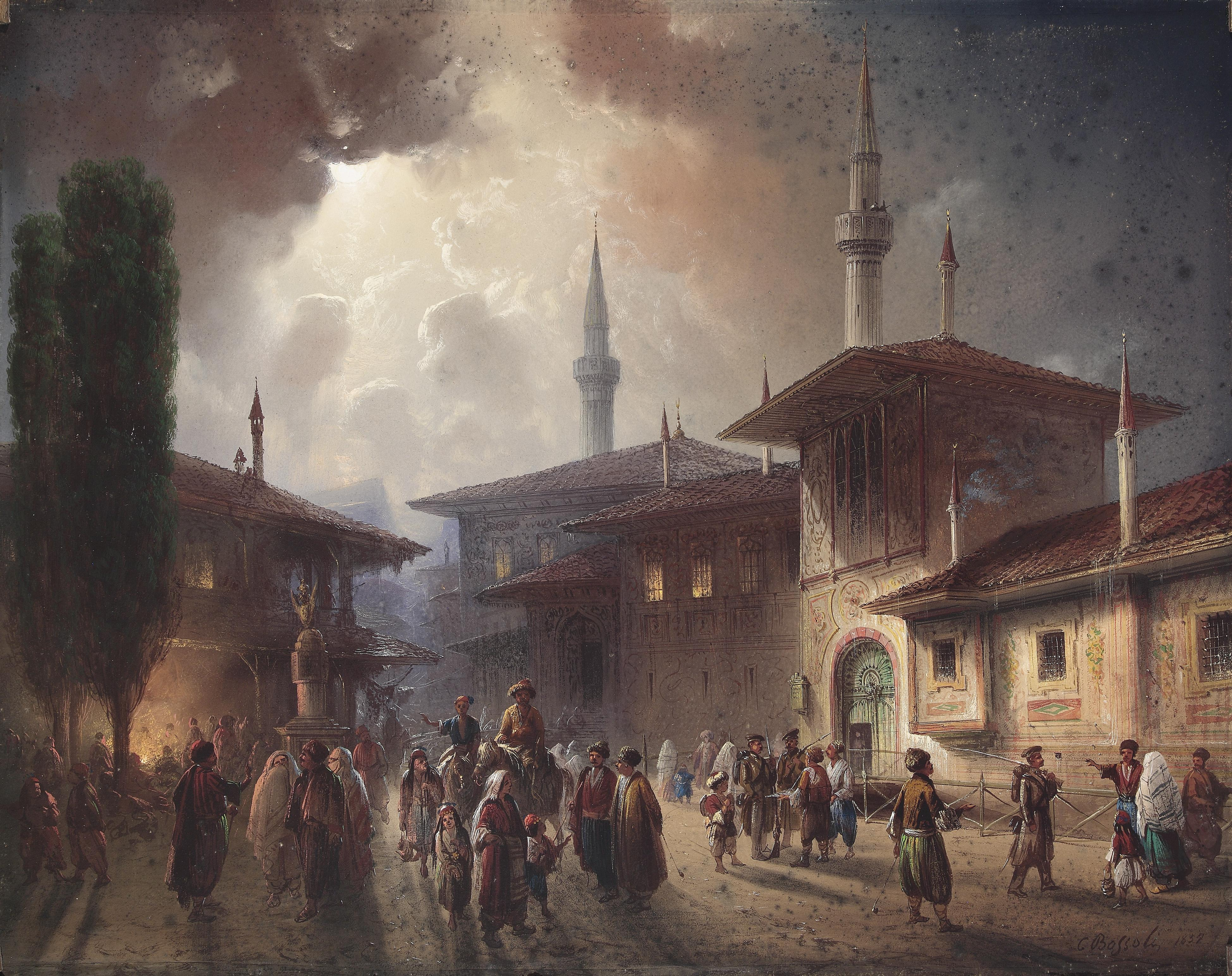
Ханський двір у Бахчисараї. 1857 рік
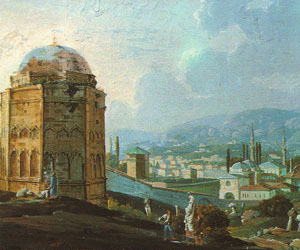
Бахчисарай

### Італія

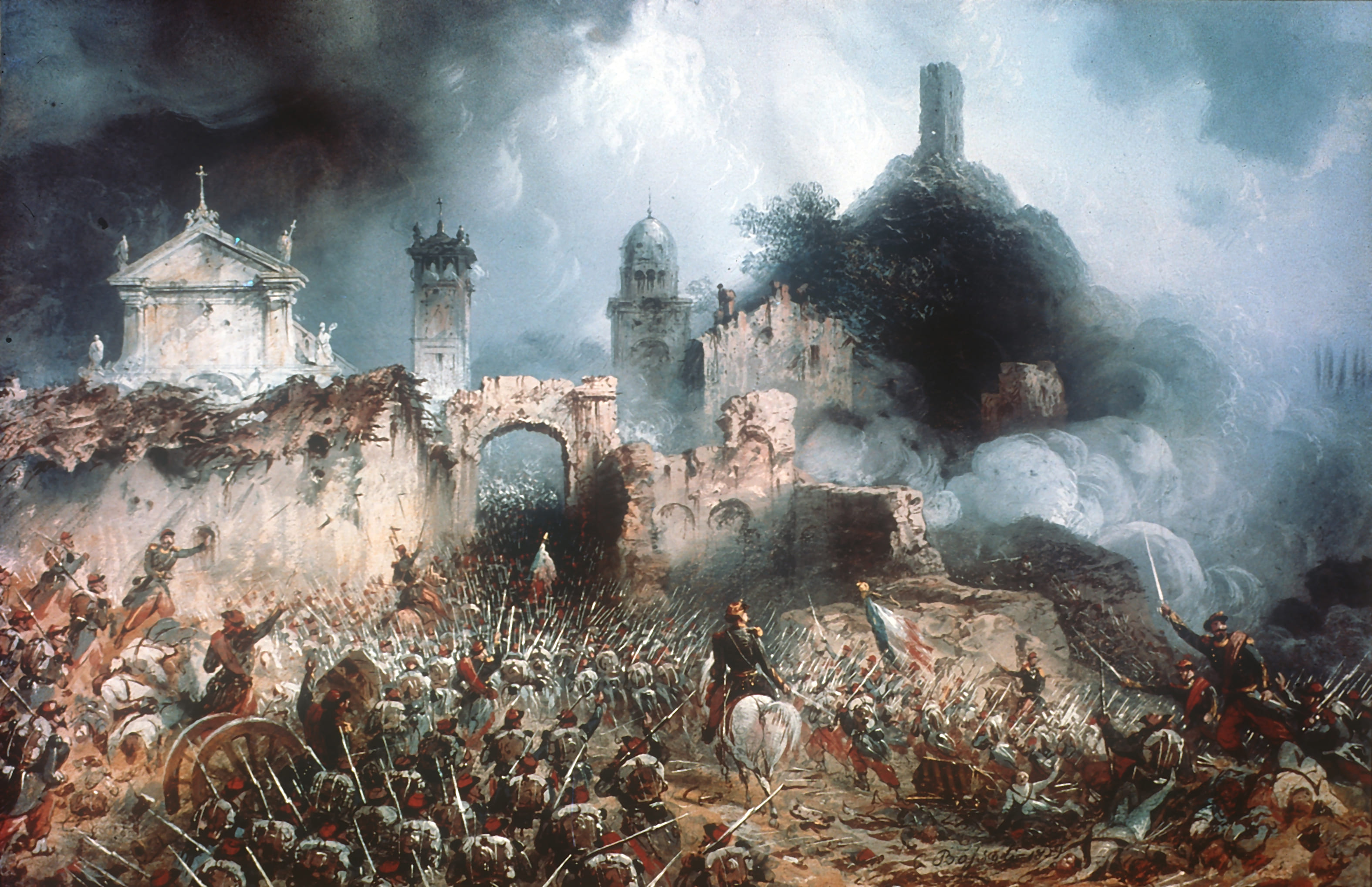
Битва при Сольферино
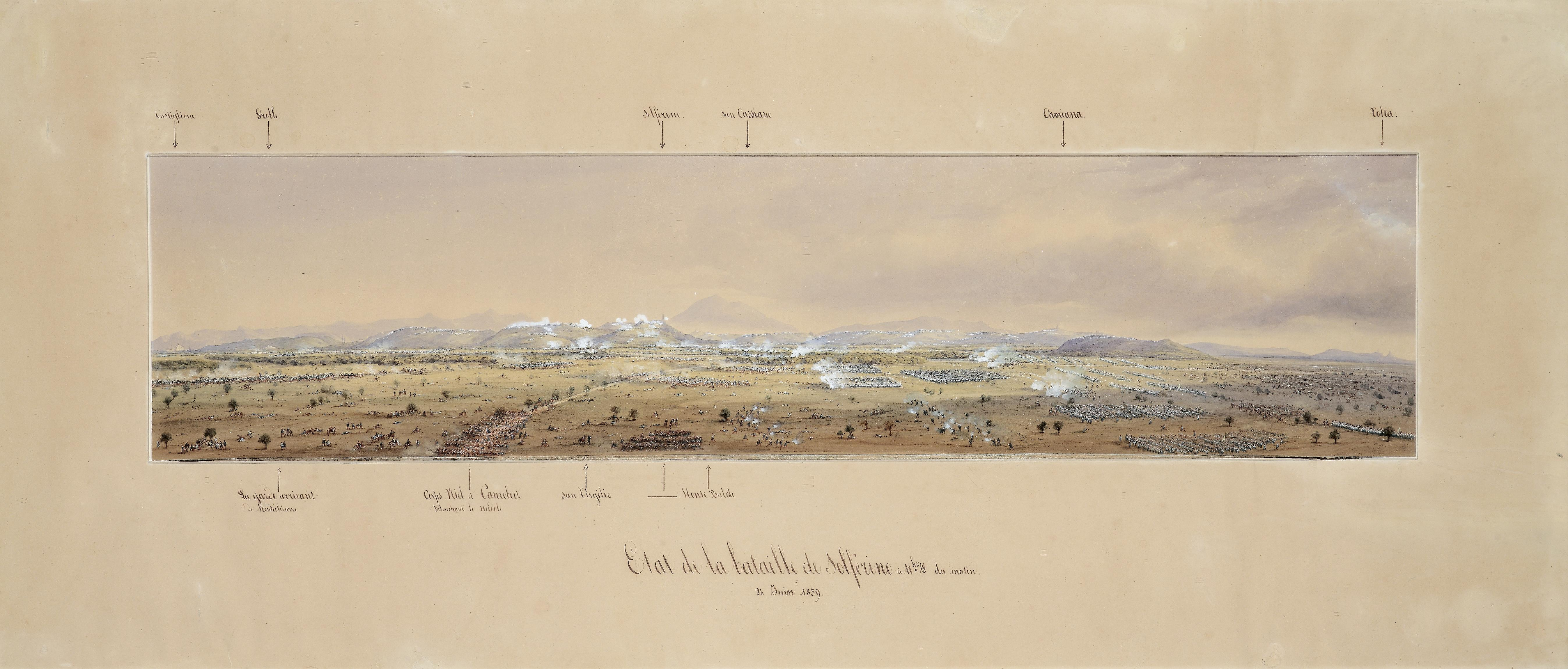
Панорама битви при Сольферино
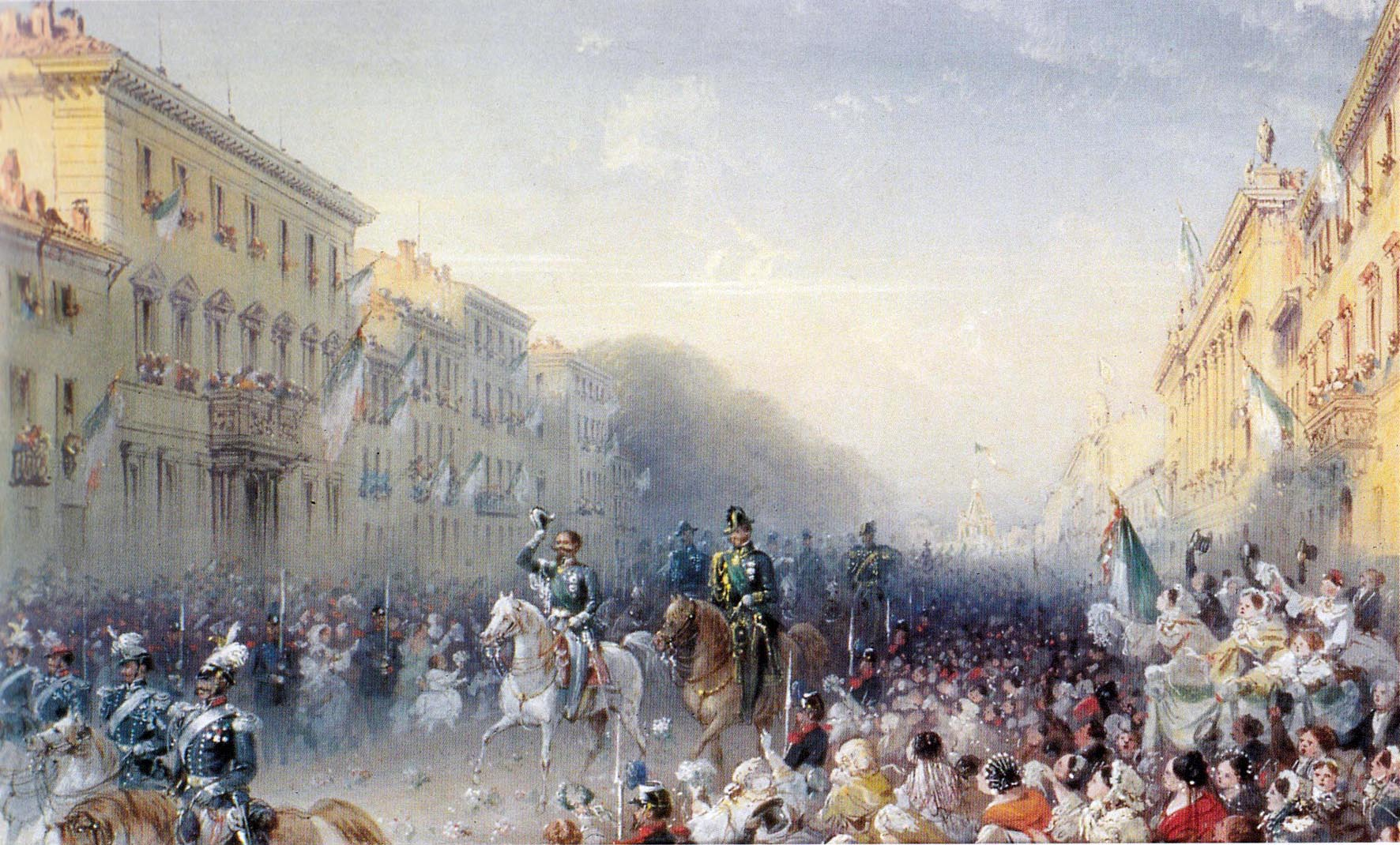
В'їзд Віктора Емануїла II до Мілану
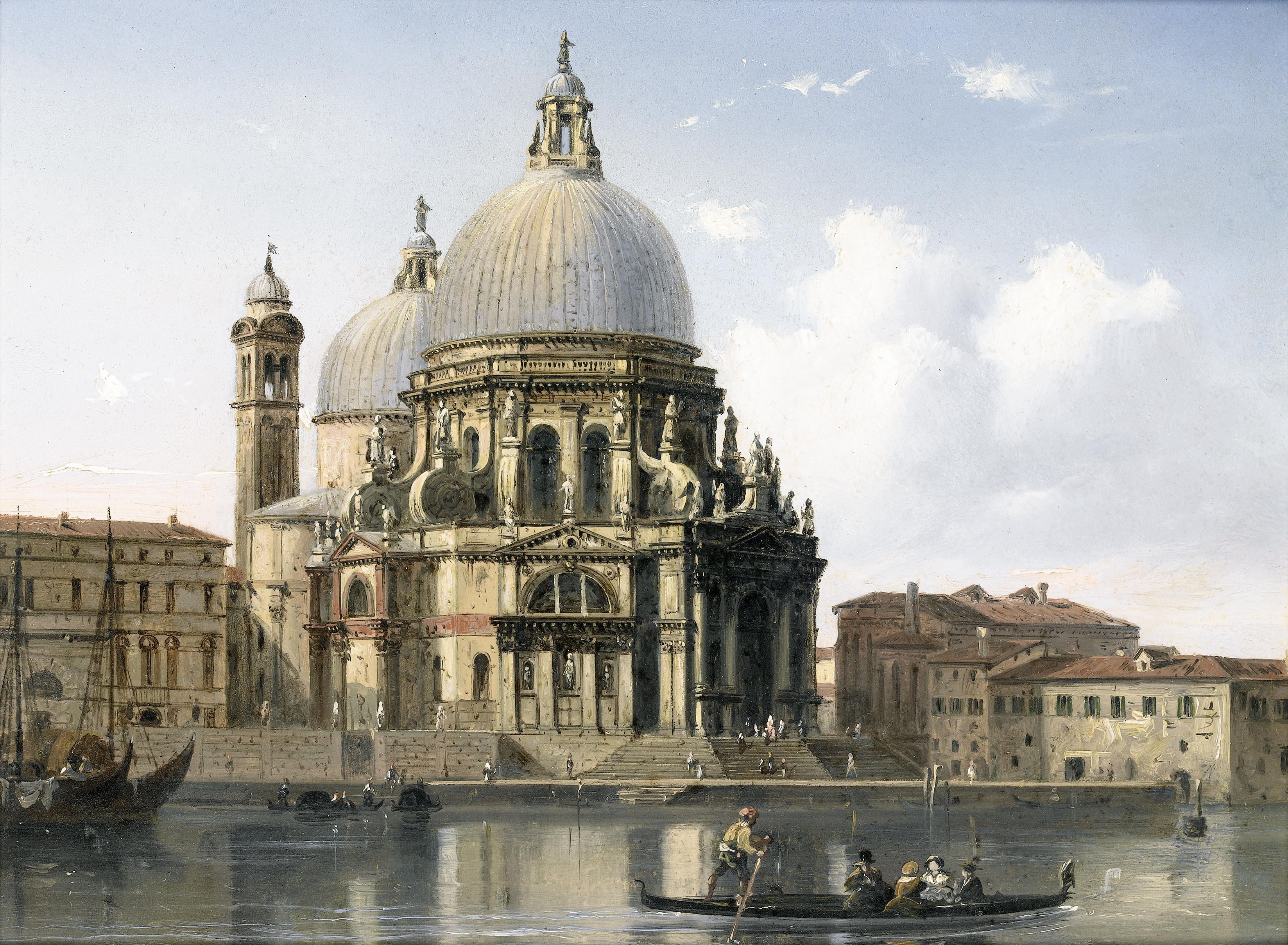
Собор Санта-Марія делла Салюте у Венеції
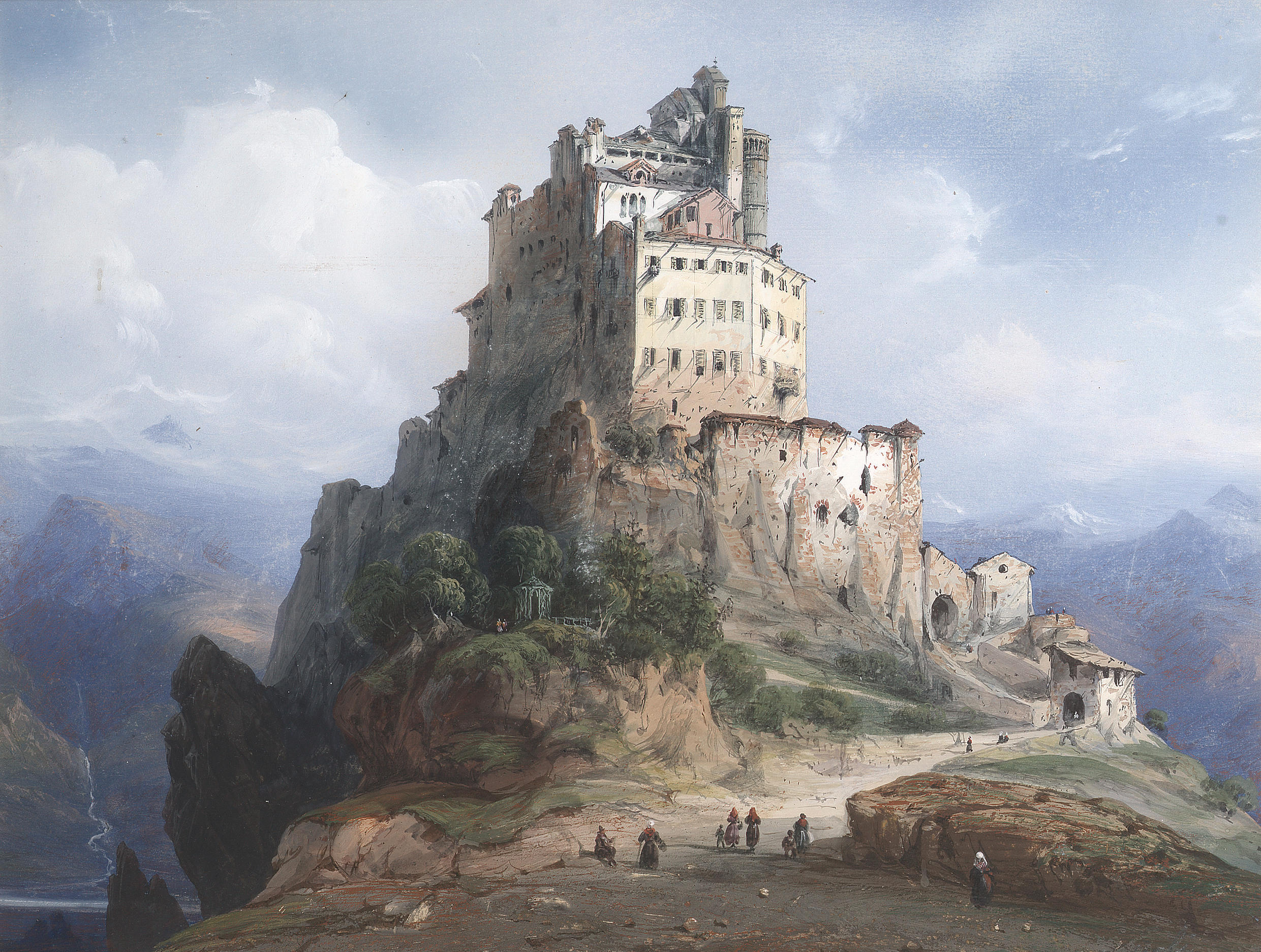
Монастир Сан-Мікело

### Подорожі

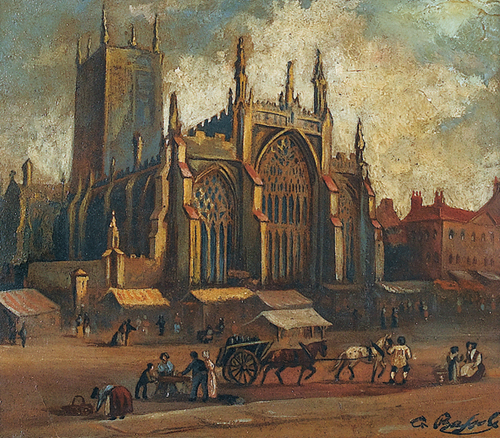
Церква Святої Трійці у Блітбургу[en]
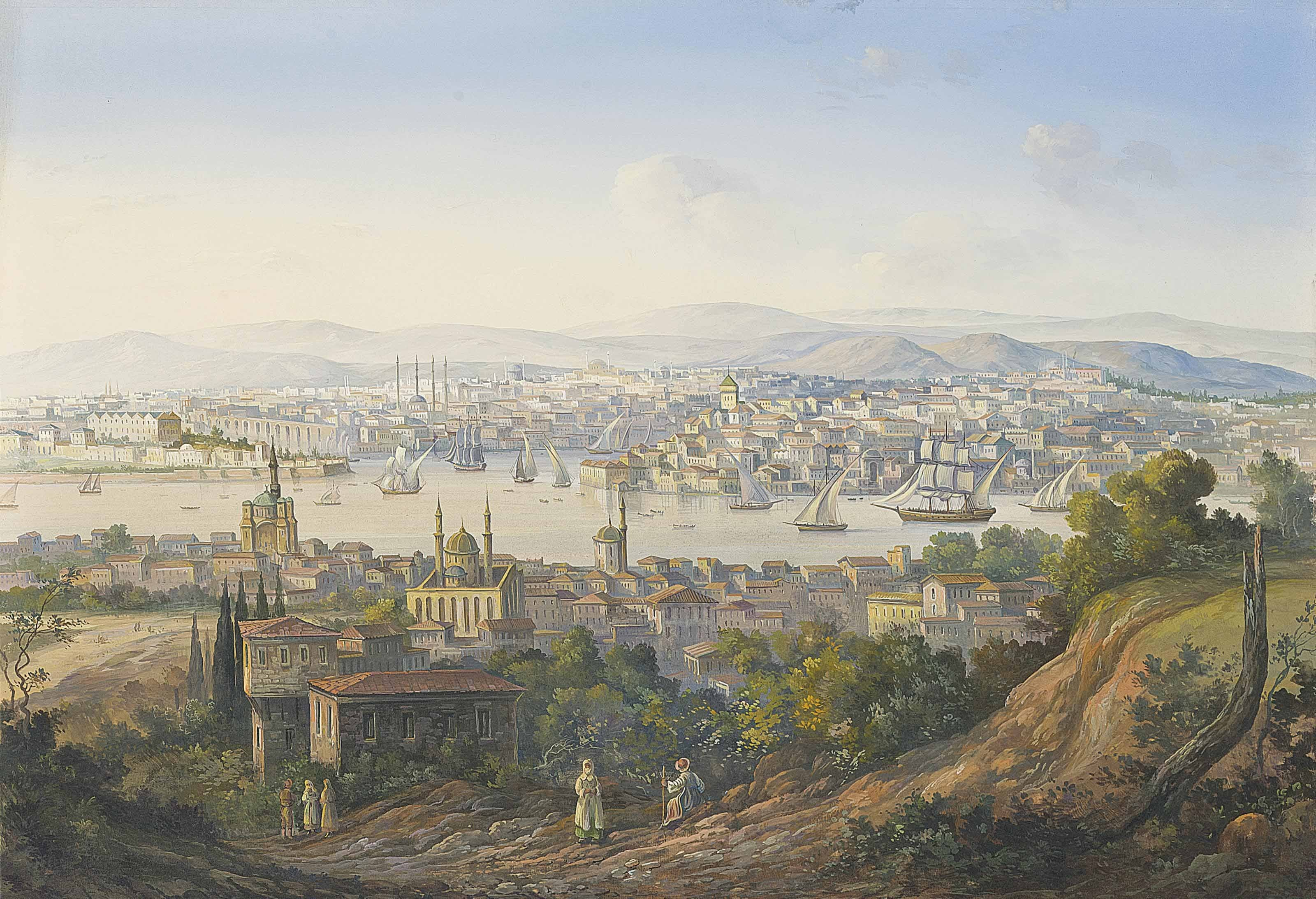
Вид на турецький Стамбул
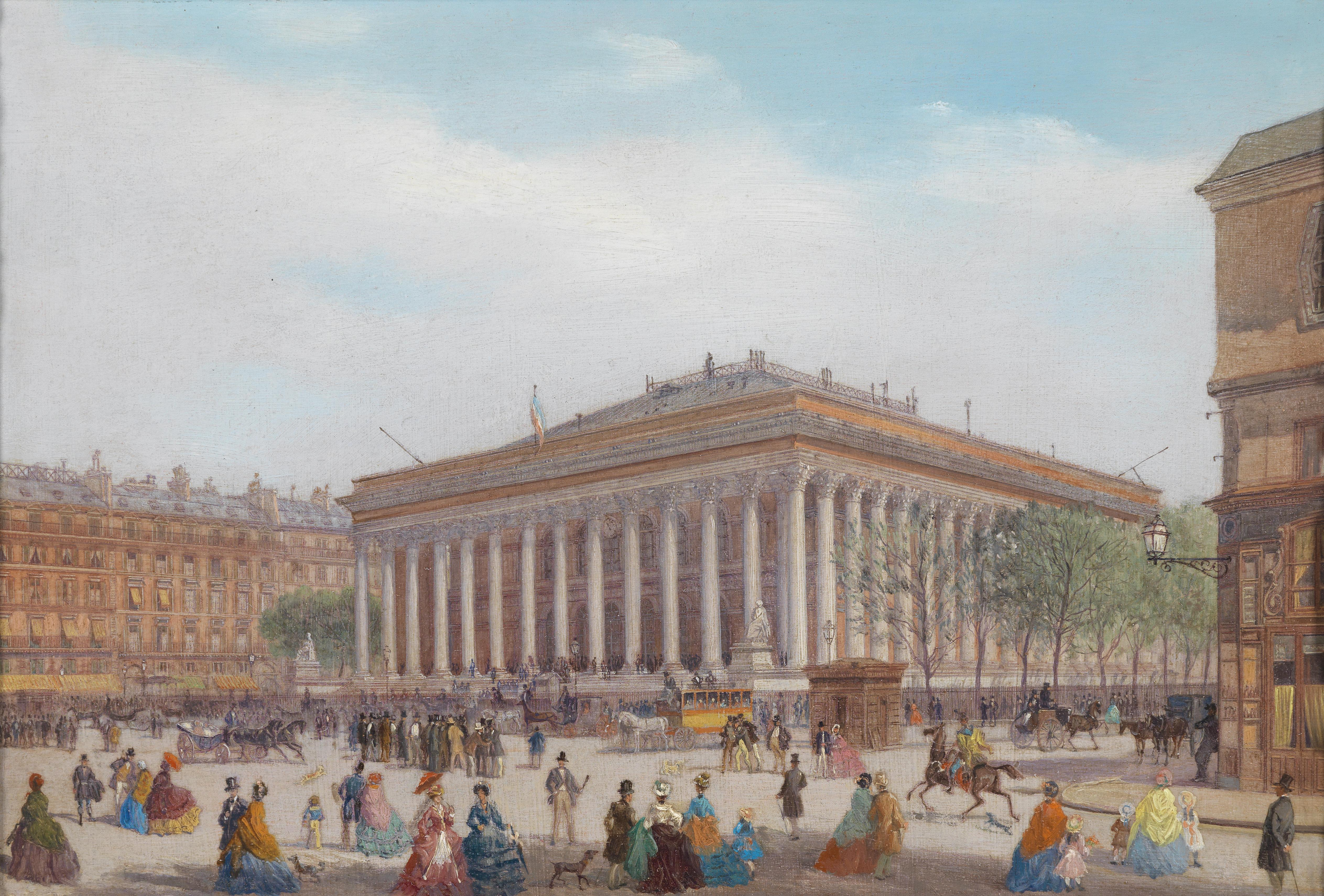
Площа Ла Бурже у Парижі
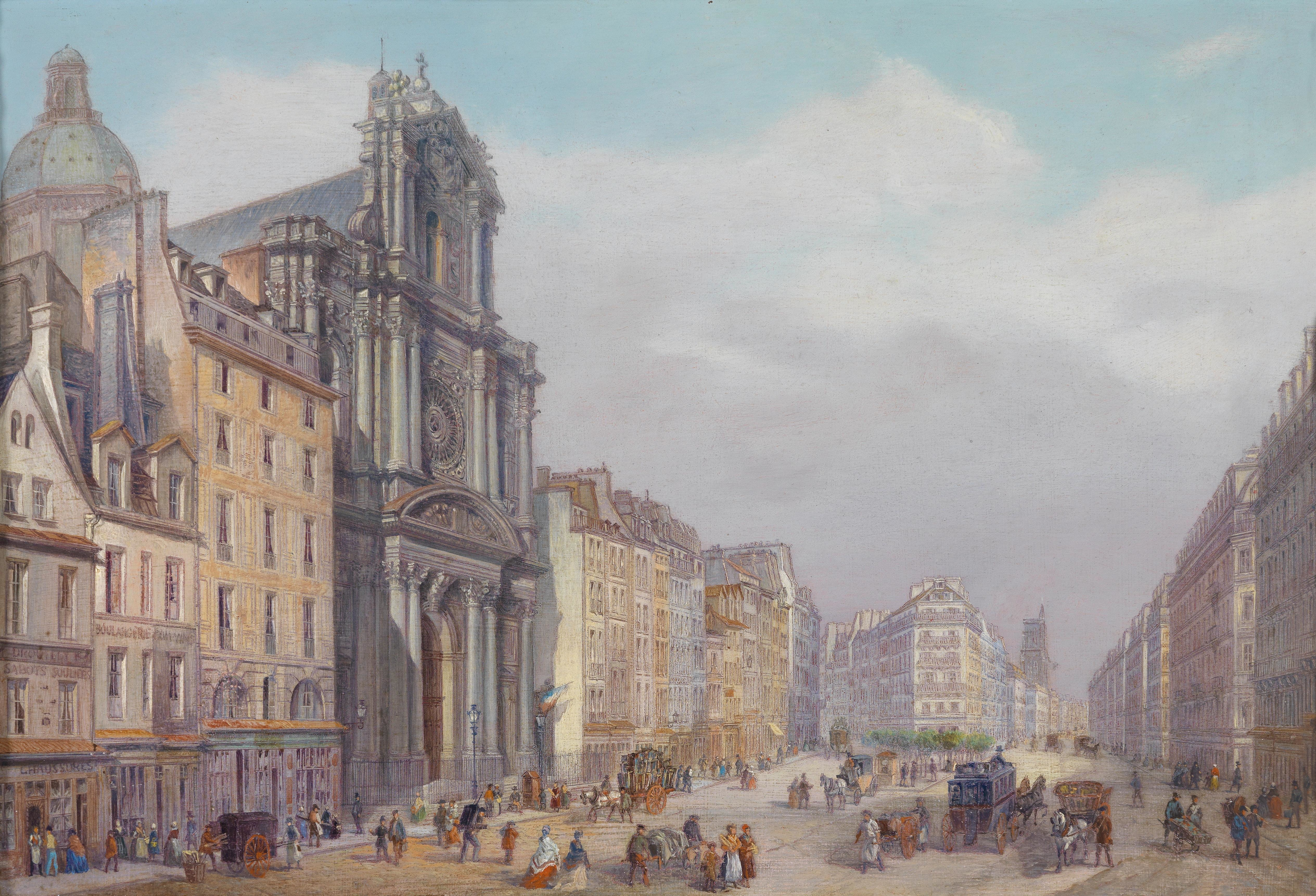
Вулиця Сен-Антуан у Парижі
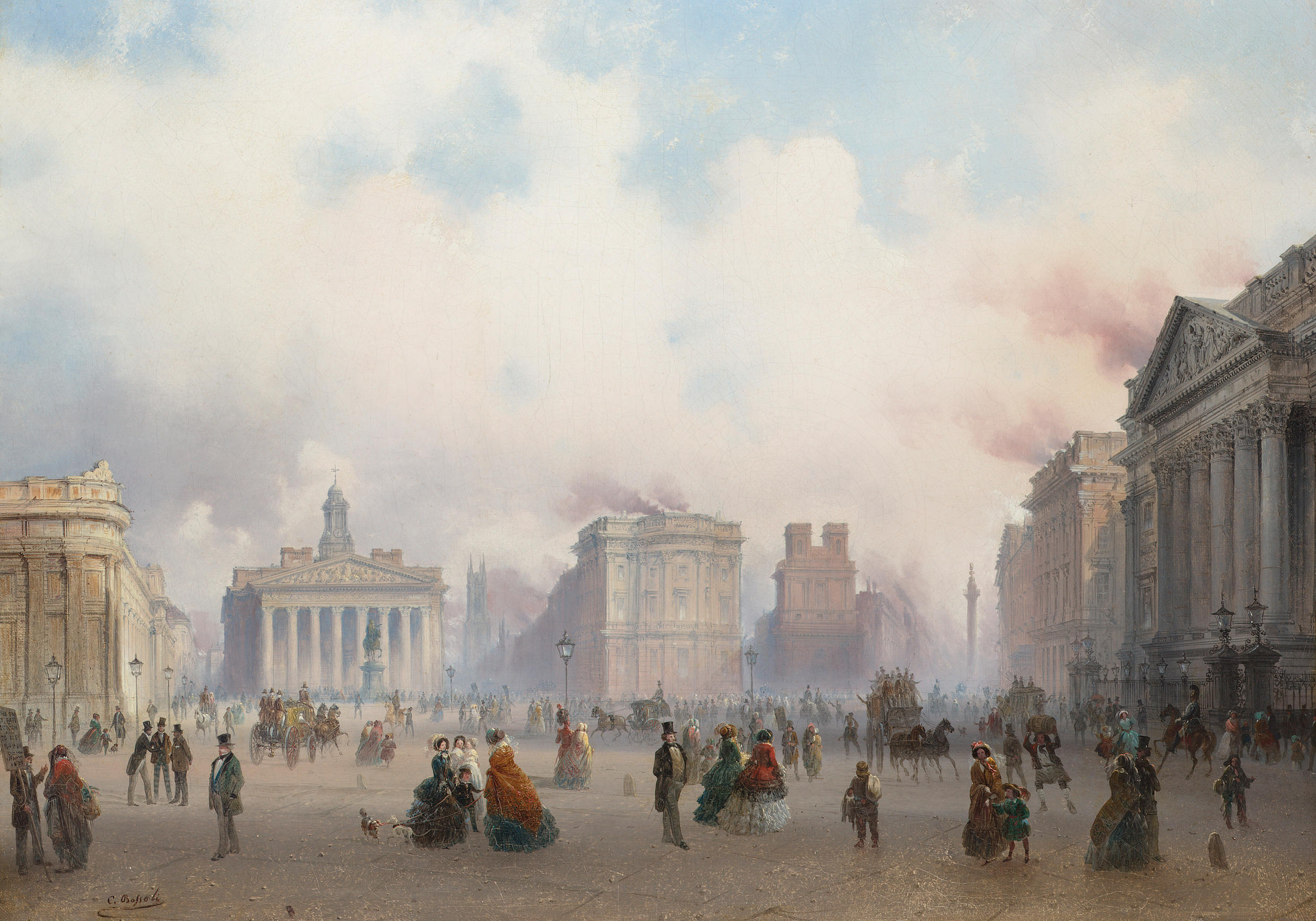
Вид на Лондонське Сіті від банку

## Пам'ять
- На честь Боссолі названо невелику вулицю в Турині між проспектом Корсики та проспектом Плінія Старшого в межах нейборгуду Лінготто поблизу залізничної станції Торіно Лінготто[en].[1]